# Амировка (Пермский край)
Амировка — деревня в Бардымском районе Пермского края на реке Чапчельда. Входит в состав Печменского сельского поселения.
Находится примерно в 29 км к юго-востоку от центра села Барда.

## Население
| 2005 | 2010 |
| ---- | ---- |
| 34   | ↘23  |